# Barbaracurus prudenti
Espèce
Synonymes
- Babycurus prudenti Lourenço, 2013

Barbaracurus prudenti est une espèce de scorpions de la famille des Buthidae.

## Distribution
Cette espèce est endémique du Nord du Cameroun. Elle se rencontre vers Garoua et Guider.

## Description
Le mâle holotype mesure 24,5 mm et la femelle paratype 31,7 mm.

## Systématique et taxinomie
Cette espèce a été décrite sous le protonyme Babycurus  par Lourenço en 2013. Elle est placée dans le genre Barbaracurus par Kovařík, Lowe et Šťáhlavský en 2018.

## Étymologie
Cette espèce est nommée en l'honneur de Patrick Prudent.

## Publication originale
- Lourenço, 2013 : « A new species of Babycurus Karsch, 1886 from northern Cameroon (Scorpiones: Buthidae). » Arthropoda Selecta, vol. 22, no 4, p. 343-348 (texte intégral).